# Encyclia andrichii
Encyclia andrichii là một loài thực vật có hoa trong họ Lan. Loài này được L.C.Menezes mô tả khoa học đầu tiên năm 1992.